# Habralictus crassipes
Habralictus crassipes är en biart som först beskrevs av Jesus Santiago Moure 1941.  Habralictus crassipes ingår i släktet Habralictus och familjen vägbin. Inga underarter finns listade i Catalogue of Life.